# José Eudes Freitas
José Eudes Freitas, ou apenas José Eudes, (Parnamirim, 21 de setembro de 1946) é um bancário e político brasileiro, outrora deputado federal pelo Rio de Janeiro.

## Dados biográficos
Filho de Maria Nilce Freitas. Quando estudante no Ginásio Pernambucano, foi presidente da Associação Recifense de Estudantes Secundaristas e dirigente da União Brasileira de Estudantes Secundaristas (UBES), assim como integrou a Ação Popular. Devido ao Ato Institucional Número Cinco, sua atuação política tornou-se clandestina e paralela à sua atividade como bancário. Bacharel em Direito pela Universidade Cândido Mendes em 1977, foi eleito deputado estadual pelo Rio de Janeiro via MDB em 1978, ingressou no PT em 1980 com a restauração do pluripartidarismo sendo eleito deputado federal em 1982.
Como parlamentar, votou a favor da Emenda Dante de Oliveira em 1984 e foi expulso do PT ao escolher Tancredo Neves no Colégio Eleitoral em 1985. Ato contínuo, transitou entre o PSB e o PDT até filiar-se ao PSDB em 1990. Derrotado em suas tentativas de obter outro mandato de deputado federal, foi secretário de Assuntos Especiais da prefeitura do Rio de Janeiro na administração Saturnino Braga e assessor do prefeito de Manaus, Arthur Virgílio Neto, e de Lídice da Mata, prefeita de Salvador, entre 1991 e 1995. Por decisão do presidente Fernando Henrique Cardoso, assumiu a diretoria administrativa e a diretoria financeira de uma subsidiária da Light S/A em fevereiro de 1996.
Seu cunhado, Fernando Santa Cruz, também militou na Ação Popular e desde 1974 figura como desaparecido político no contexto do Regime Militar de 1964.